# Emil Ekman (konstnär)
Emil Gotthard Ekman, född 18 september 1880 i Malmö, död 17 maj 1951 i Johannes församling, Stockholm, var en svensk marinmålare och etsare.

## Biografi
Han var son till järnvägsarbetaren Lars Nilsson Ekman och Elsa Olsdotter. Ekman kom som 15-åring i målarlära för en målarmästare. Han studerade vid Malmö Tekniska aftonskola 1896–1901 och företog därefter studieresor till ett flertal länder i Europa. Separat ställde han ut på Hultbergs konstsalong i Stockholm 1937 och han medverkade i grafikutställningar på Liljevalchs konsthall och Konstakademien.
Hans konst består huvudsakligen av marinmålningar med många motiv hämtade från västkusten och Skagen. Han räknades på sin tid till de främsta svenska marinmålarna, men gjorde sig även känd som en framstående porträttmålare. I sitt eftermäle beskrevs han som tillhörande den äldre realistiska skolan, som dämpade ned koloriten.
Ekman är representerad vid Malmö museum och Moderna museet.
Han är begravd på Skogskyrkogården i Stockholm.

## Kända verk
- Jagare i solglitter